# 南非鯷
南非鯷（学名：Engraulis capensis）為輻鰭魚綱鲱形目鳀科的其中一種，分布於東南大西洋的那米比亞及南非海域，棲息深度可達450公尺，體長可達17公分。
其种加词“capensis”意为“南非开普省的/好望角的”。